# Stefan Rhein
Stefan Rhein (geb. 1958) ist ein deutscher Altphilologe. Von 1998 bis 2023 war er Vorstand und Direktor der Stiftung Luthergedenkstätten in Sachsen-Anhalt.
Stefan Rhein promovierte 1987 in Heidelberg über Melanchthons griechische Gedichte. Von 1988 bis 1997 war Rhein Kustos am Melanchthonhaus in Bretten und seit 1994 außerdem Leiter der Reuchlin-Forschungsstelle der Heidelberger Akademie der Wissenschaften.
Ab 2007 baute er die staatliche Geschäftsstelle Luther 2017 zur Koordination der bundesweiten Aktivitäten des Reformationsjubiläums auf.
Stefan Rhein gilt als großer Kenner des Humanismus und der Zeit der Reformation. Seine Forschungsschwerpunkte sind Philipp Melanchthon, Johannes Reuchlin, Wissenschaftsgeschichte und die Theorie und Geschichte der reformationsgeschichtlichen Museen.

## Schriften (Auswahl)
(Quelle:)
- Philologie und Dichtung. Melanchthons griechische Gedichte (Edition, Übersetzung, Kommentar). 2 Bde. Diss. Heidelberg 1987. (Ausgezeichnet mit dem Preis der Heidelberger Akademie der Wissenschaften 1989)
- Philipp Melanchthon. Reformator – Lehrer Deutschlands – Weggefährte Luthers, Lahr 1996 (2. Aufl. 1997).
- Briefe für Europa. Internationale Wanderausstellung zum 500. Geburtstag Philipp Melanchthons, Karlsruhe 1997 (Texte zusammen mit A. Zwickl) (ungar. 1999; ital. 2000; slowak. 2000; franz. 2000).
- Der Beginn der Reformation: Wittenberg 1517, Spröda 2017 (engl. Übersetzung: The Beginning of the Reformation: Wittenberg in 1517, Spröda 2017).
- Johannes Reuchlin. Anmerkungen zu seiner Rezeption im 19. Jahrhundert, in: Badische Heimat 67 (1987), S. 310–320.
- Appunti sul rapporto fra Filippo Melantone e l’Umanesimo italiano, in: Memores Tui. Studi di Letteratura classica ed umanistica in onore di Marcello Vitaletti, hrsg. S. Prete, Sassoferrato 1990, S. 155–163.
- Johannes Reuchlin (1455–1522), ein deutscher „uomo universale“, in: Humanismus im deutschen Südwesten. Biographische Profile, hrsg. P. G. Schmidt, Sigmaringen 1993, S. 59–75 (Erweitert: Sigmaringen 2000, S. 59–76).
- Vergil oder die ‚Königskerze’. War Paracelsus Humanist?, in: Nova Acta Paracelsica 7 (1993), S. 45–71.
- Familie Reuchlin. Ein genealogischer Ausflug in die Zeit des Humanismus und der Reformation, in: Ettlinger Hefte 29 (1995), S. 63–71.
- Italia magistra orbis terrarum. Melanchthon und der italienische Humanismus, in: Humanismus und Wittenberger Reformation. Festgabe anlässlich des 500. Geburtstags des Praeceptor Germaniae Philipp Melanchthon, hrsg. M. Beyer/ G. Wartenberg, Leipzig 1996, S. 367–388.
- Philipp Melanchthon (1497–1560). Der Humanist unter den Reformatoren, in: „Nati sumus ad mutuam sermonis communicationem“/ „Wir sind dazu geboren, uns im Gespräch einander mitzuteilen“. Materialien zum Melanchthon-Jubiläum 1997, hrsg. Kirchenamt der EKD, Hannover 1997, S. 3–8.
- Johannes Reuchlin – „zu seiner Zeit ein Wunderzeichen“, in: Johannes Reuchlin – der Humanist : Begleitheft zur Ausstellung in der Leonhardskirche Stuttgart. Stuttgart, 2003, S. 17–31.
- „Mythos Luther“. Oder wie sich das Nachleben vom Leben löst, in: Mythos [s. oben II. 25], S. 30–37.
- Konfession und Museum. Ein Versuch, in: Wallfahrt ins Museum? Die Kommunikation von Religion im Museum mit Blick auf die Besucherinnen und Besucher, hrsg. H. Schwillus, Berlin 2013 (Religionspädagogik im Kontext ; 5), S. 127–149.
- Melanchthons Bücherschrank, in: Buch und Reformation. [s. o. II. 29], S. 213–239.
- Philipp Melanchthon und seine griechischen Dichterschüler, in: Hellenisti! Altgriechisch als Literatursprache im neuzeitlichen Europa, hrsg. v. Stefan Weise, Stuttgart 2017, S. 15–46.
- Vor 500 Jahren: Melanchthon kommt! Die Antrittsrede „Über die Neugestaltung des Universitätsstudiums“ vom 28. August 1518, in: Luther 88 (2018), S. 72–76.